# 더그 윌리엄스 (프로레슬링 선수)

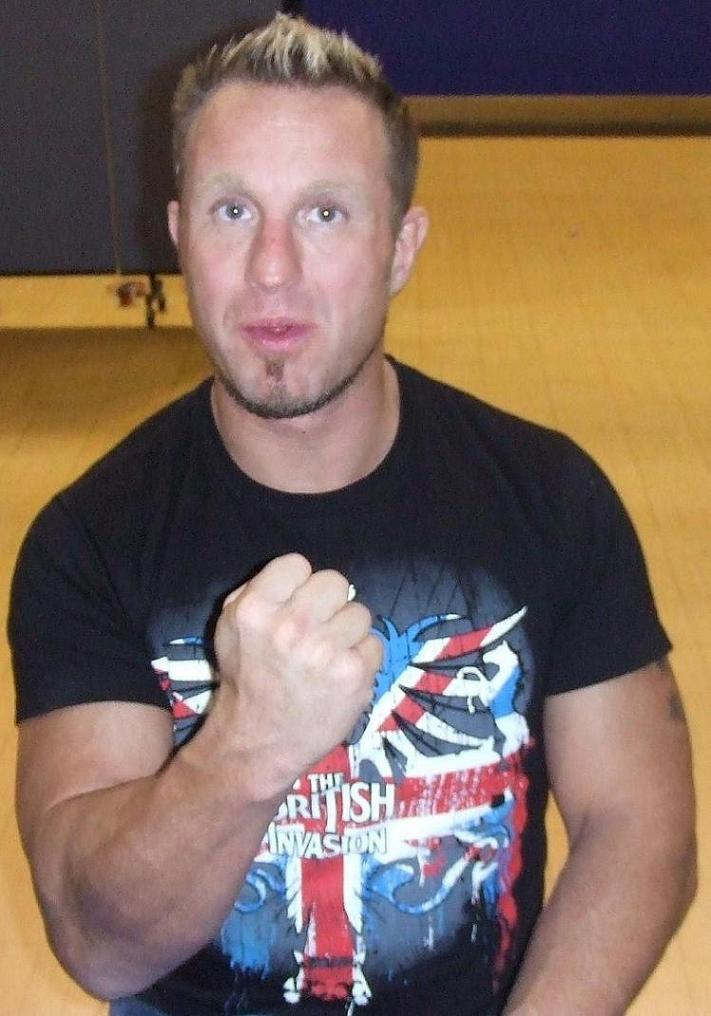
더그 윌리엄스

더그 윌리엄스(Doug Williams, 1972년 9월 1일 ~ )는 본명은 더글라스 클레이턴 더들(Douglas Clayton Durdle)이다. 영국의 남자 프로레슬링선수다. TNA에서 활약 중이다. 키는 181cm(5ft 10in)에다가 몸무게는 110kg(240 lb)이다.

## 수상
- 3CW 헤비웨이트 챔피언 1회
- ASW 브리티쉬 헤비웨이트 챔피언 1회
- ASW 미들 헤비웨이트 챔피언 1회
- ASW 피플스 챔피언 1회
- ACW 월드 레슬링 챔피언 1회
- EWA 인터콘티넨탈 챔피언 1회
- EWP 인터콘티넨탈 챔피언 1회
- EWP 서브미션 슈트 챔피언 1회
- FWA 브리티쉬 헤비웨이트 챔피언 1회
- GWP 레슬링 코너 챔피언 1회
- ICWA 월드 헤비웨이트 챔피언 1회
- PWF 헤비웨이트 챔피언 1회
- PWF 미들-헤비웨이트 챔피언 1회
- GHC 태그팀 챔피언 1회 - 스콜피오
- FWA 브리티쉬 헤비웨이트 챔피언 1회
- 유니버설 브리티쉬 헤비웨이트 챔피언 2회
- TWA 브리티쉬 헤비웨이트 챔피언 2회
- TWA 유포피언 헤비웨이트 챔피언 1회
- TWA 브리티쉬 태그팀 챔피언 1회 - 라비 브룩사이드
- TXW 크러쉬 챔피언 1회
- UWA 챔피언 1회
- wXw 태그팀 챔피언 1회 - 마틴 스톤
- ROH 퓨어 챔피언 1회
- IWGP 태그팀 챔피언 1회 - 브루터스 매그너스
- TNA 월드 태그팀 챔피언 1회 - 브루터스 매그너스
- TNA X-디비전 챔피언 2회
- TNA 킹 오브 더 마운틴 챔피언 - 1회